# EMSA
EMSA=European Maritime Safety Agency
Az Európai Tengerészeti Biztonsági Hivatal, az Európai Unió tengerészeti biztonsági kérdésekkel foglalkozó főhivatala, amelyet a EU Közlekedési Főbiztosságának (DG Tren/EU) döntése alapján hoztak létre 2002-ben, s amely jelenleg Brüsszelben működik, de Portugália Kormányának 2004. októberi kezdeményezésére székhelyét Lisszabonba fogják áthelyezni.
Ma egyik legfontosabb feladatának az Európát övező tengerek hajózási eredetű tengerszennyezésének megelőzését tekinti. A tengereket szennyező anyagok eltávolításához egy hat hajóból álló készenléti flottát készül az Uniót övező tengereken elhelyezni. A hajók 2006-2007 során foglalják el a Fekete-tengertől a Földközi-tengeren, Atlanti-óceánon, a Csatornán (La Manche) át a Balti-tengerig "őrhelyeiket" (az Északi-tengeren angol–norvég–svéd összefogással saját hajóraj működik), s parti országok ilyen jellegű hajóival együtt fogják a balesetet szenvedett hajók által okozott tengerszennyezést felszámolni, illetve a szándékos szennyezést okozókat felderíteni.